# Тилининский сельсовет
Тилининский сельсове́т — упразднённое сельское поселение в составе Перевозского района Нижегородской области России. Административный центр — село Тилинино.

## История
Статус и границы сельского поселения установлены Законом Нижегородской области от 15 июня 2004 года № 60-З «О наделении муниципальных образований — городов, рабочих посёлков и сельсоветов Нижегородской области статусом городского, сельского поселения».
Законом Нижегородской области от 31 мая 2017 года № 64-З, 13 июня 2017 года были преобразованы, путём их объединения, все муниципальные образования Перевозского муниципального района — городское поселение город Перевоз, Дзержинский, Дубской, Ичалковский, Палецкий, Танайковский, Тилининский и Центральный сельсоветы — в городской округ Перевозский.

## Население
| 2002  | 2010  | 2012  | 2013  | 2014  | 2015  | 2016  |
| ----- | ----- | ----- | ----- | ----- | ----- | ----- |
| 1215  | ↘1101 | ↘1063 | ↗1070 | ↘1062 | ↘1041 | ↗1044 |
| 2017  |       |       |       |       |       |       |
| ↗1050 |       |       |       |       |       |       |

## Состав сельского поселения
| № | Населённый пункт | Тип населённого пункта       | Население |
| - | ---------------- | ---------------------------- | --------- |
| 1 | Горышкино        | село                         | ↗20       |
| 2 | Ковалево         | деревня                      | ↗56       |
| 3 | Тилинино         | село, административный центр | ↘496      |
| 4 | Шершово          | село                         | ↘140      |
| 5 | Ягодное          | село                         | ↘389      |